# エストラン
エストラン（Estrane）は、ステロイドの誘導体である。

5α-エストラン
5β-エストラン

エストレン（Estrene）は、ナンドロロンのように二重結合を一つ持つエストランの誘導体である。